# ISO 3166-2:CF

Mapa administrativních oblastí (prefektur) Středoafrické republiky

Kódy ISO 3166-2 pro Středoafrickou republiku identifikují 14 prefektur, 2 ekonomické prefektury a hlavní město (stav v roce 2015). První část (CF) je mezinárodní kód pro Středoafrickou republiku, druhá část sestává z dvou nebo tří písmen identifikujících prefekturu.

## Seznam kódů
| kód    | subjekt           | hlavní město | poznámka              |
| ------ | ----------------- | ------------ | --------------------- |
| CF-AC  | Ouham             | Bossangoa    |                       |
| CF-BB  | Bamingui-Bangoran | Ndélé        |                       |
| CF-BGF | Bangui            | Bangui       | město                 |
| CF-BK  | Basse-Kotto       | Mobaye       |                       |
| CF-HK  | Haute-Kotto       | Bria         |                       |
| CF-HM  | Haut-Mbomou       | Obo          |                       |
| CF-HS  | Mambéré-Kadéï     | Berbérati    |                       |
| CF-KB  | Nana-Grébizi      | Kaga Bandoro | ekonomická prefektura |
| CF-KG  | Kémo              | Sibut        |                       |
| CF-LB  | Lobaye            | Mbaïki       |                       |
| CF-MB  | Mbomou            | Bangassou    |                       |
| CF-MP  | Ombella-M'Poko    | Bimbo        |                       |
| CF-NM  | Nana-Mambéré      | Bouar        |                       |
| CF-OP  | Ouham-Pendé       | Bozoum       |                       |
| CF-SE  | Sangha-Mbaéré     | Nola         | ekonomická prefektura |
| CF-UK  | Ouaka             | Bambari      |                       |
| CF-VR  | Vakaga            | Birao        |                       |